# Nilssonia hurum
La tortuga pavo real india de caparazón blando (Nilssonia hurum) es una especie de tortuga de caparazón blando que se encuentra en el sur de Asia y está incluida en la Lista Roja de la UICN como especie vulnerable.
La longitud del caparazón puede llegar hasta los 60 cm.

## Estado de conservación
Se considera que Nilssonia hurum está en peligro crítico de extinción o vulnerable, ya que se ha explotado en volúmenes comerciales muy importantes en los últimos años, principalmente para exportar al este de Asia, y los indicios de la reducción de la oferta en el mercado, así como de las entrevistas y los estudios de campo, indican que las poblaciones han disminuido considerablemente debido a que la especie es muy explotada por su carne, calipee (el borde cartilaginoso externo del caparazón) y como mascota en casi todo el norte y este de la India y Bangladesh. La intensidad de explotación a la que está sometida sugiere que es necesario algún tipo de sistema de cuotas o vedas, así como protección de las zonas de nidificación.

## Comportamiento
Es una especie principalmente nocturna y omnívora; los ejemplares jóvenes se alimentan de larvas de mosquitos y peces pequeños, mientras que los adultos se alimentan de caracoles, lombrices, langostinos, peces, ranas, carroña o vegetación.

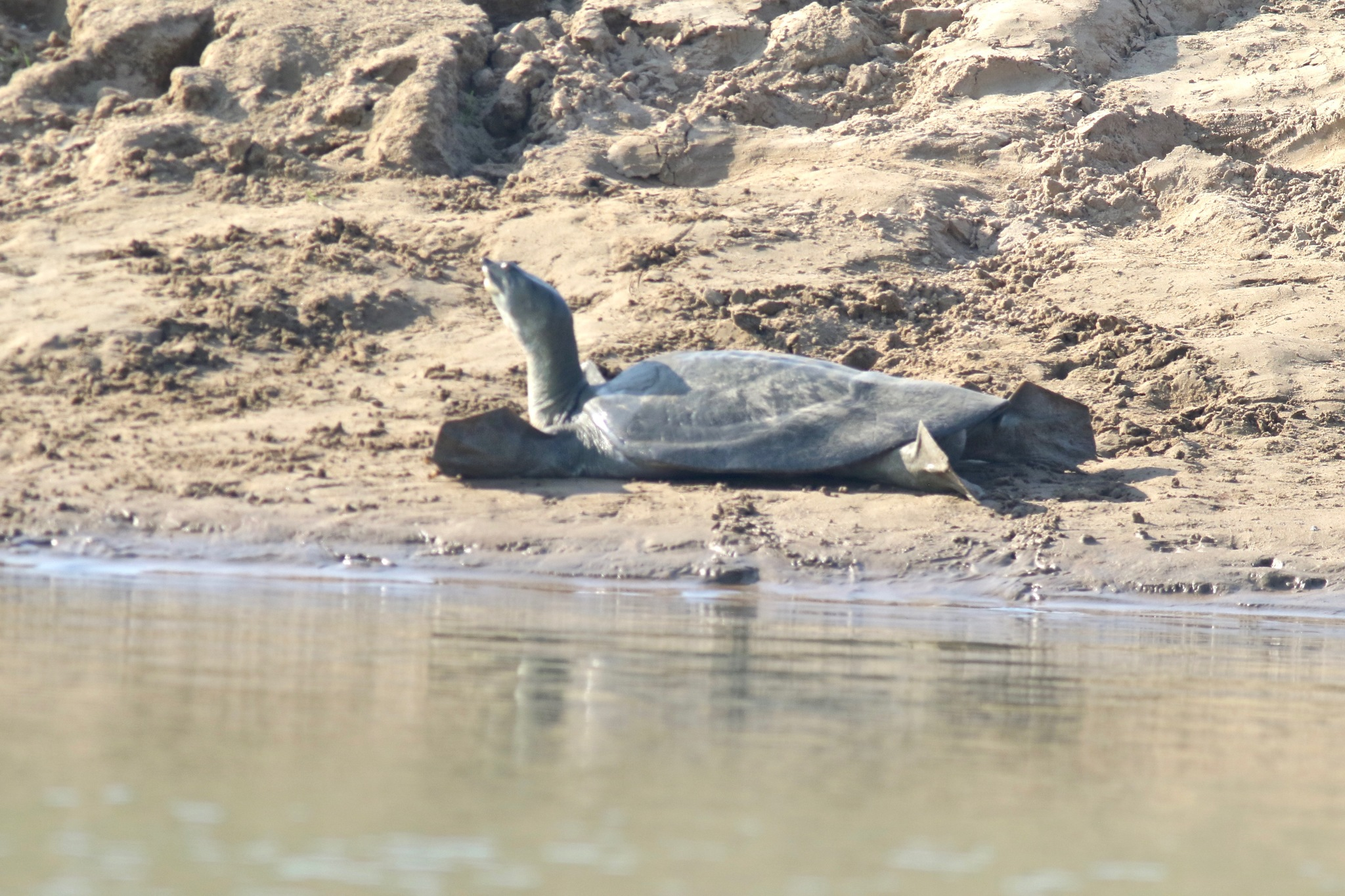
Nilssonia hurum acostada en una roca.

El cortejo tiene lugar bajo el agua y en agosto y noviembre producen huevos redondeados, de cáscara quebradiza, en nidadas de 20 a 30, teniendo lugar la eclosión entre junio y julio del año siguiente.

## Hábitat y distribución
La tortuga pavo real de caparazón blando de la India se encuentra en Bangladesh , India (los estados de Mizoram, Assam, Bihar, Madhya Pradesh, Odisha, Rajastán, Uttar Pradesh, Bengala Occidental ), Nepal y Pakistán, habita en ríos, arroyos, estanques y lagos.